# Korybanten

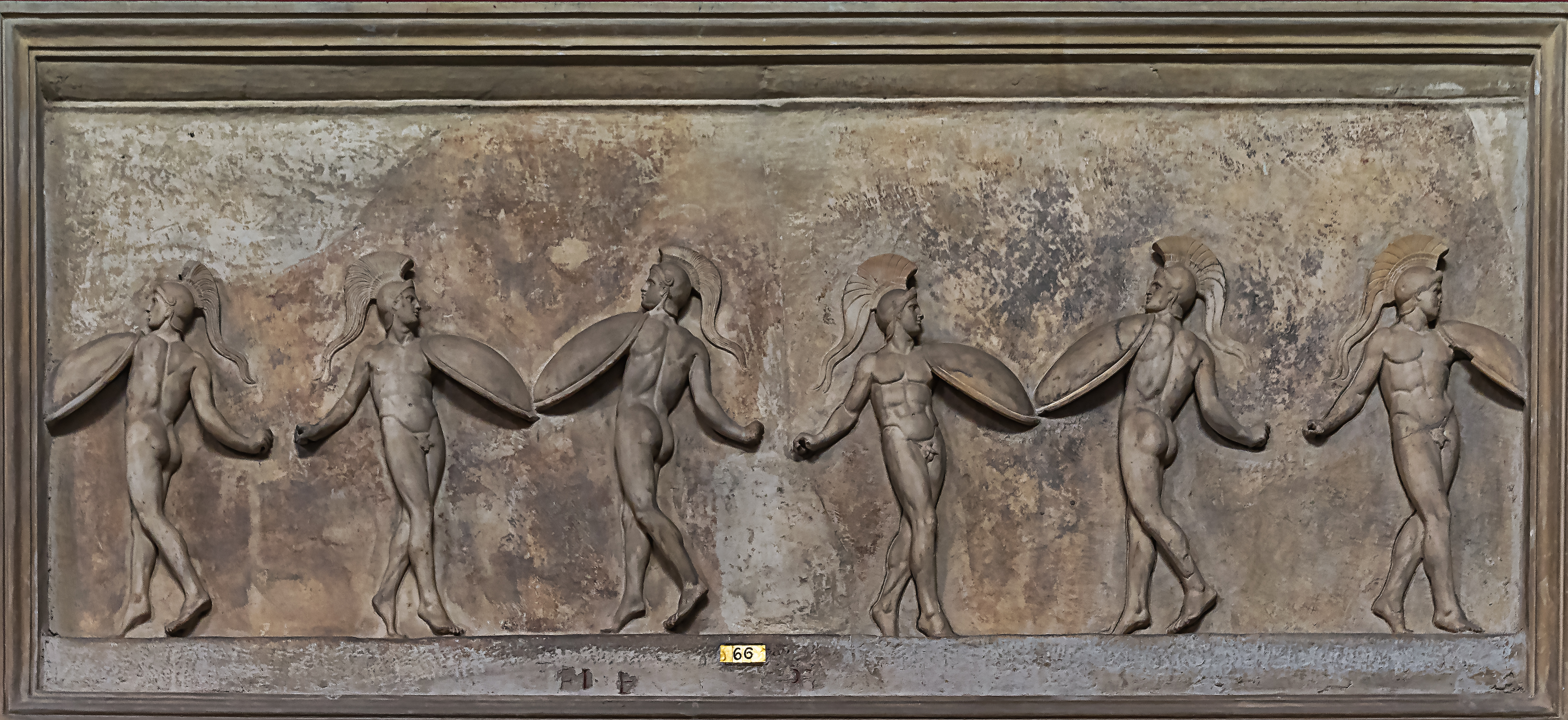
Korybantentanz, neoattisches Relief, Vatikanische Museen

Korybanten (altgriechisch Κορύβαντες Korýbantes) sind Vegetationsdämonen und orgiastische Ritualtänzer, die die Göttin Kybele (im römischen Reich auch Magna Mater) begleiten. Sie entstammen der griechischen Mythologie und sind auf das anatolische Reich der indoeuropäischen Phryger (dort Berekyndai) zurückzuführen. Später wurden so auch die Priester aus dem 3. und 4. Jahrhundert v. Chr. genannt, die der Kybele mit Waffentänzen, wilder Musik, Trinkgelagen und orgiastischen Ausschweifungen huldigten. Korybantische Tänze wurden unter anderem bei den Gymnopaedien getanzt.

## Beschreibungen
- Die Korybanten sind die Priester- und Diener der Göttin Kybele. Benannt wurden sie nach Korybas,[3] dem Sohn der Göttin, dessen Vater der Jüngling Jasion gewesen sein soll. Neben den Korybanten werden auch die Kureten genannt, die in Phrygien den Dienst für Kybele begingen.[4]
- Die Korybanten waren Priester der Kybele auf der Insel Kreta und in Phrygien: Der Sage nach waren sie Abkömmlinge des Vulkan. Mit ihren aus Eisen geschmiedeten Waffen sollen sie für den großen Lärm verantwortlich gewesen sein, der veranstaltet wurde, als Rhea ihnen den neugebornen Jupiter brachte, damit Saturn das Geschrei des weinenden Kindes nicht hören konnte. Sie sollen entweder Söhne des Apollon und der Thalia oder der Rhytia gewesen sein. Sie waren auch als Kureten bekannt.[5]
- Die Korybanten bilden das Gefolge der Kybele. Durch wilden Tanz mit schwärmender Begeisterung und Waffengeklirr, mit Pfeifen und Pauken und lautem Geschrei feiern sie die Opfer der Göttin. Es heißt, dass der jugendliche Liebhaber der Göttin, der den Namen Attis trug, sich entweder selbst entmannt hat oder durch einen Andern entmannt wurde und daraufhin starb. Entsprechend sollen bei den Opferfesten Trauerfeierlichkeiten, Büssungen und wilde Raserei stattgefunden haben, die sich zur blutigen Selbstentmannung steigerte.[6]
- Die Korybanten sollen Kinder der Persephone (als Personifikation der Erdgottheit) gewesen sein, die sie ohne Mann geboren habe. Sie werden auch Begleiter der Persephone genannt und ihr Name soll sich von ihrem Beinamen Κόρη Kórē, deutsch ‚Tochter‘ ableiten. Sie werden als Wolkendämonen angesehen, weil die Erde die Wolken als Begleiter benötigt, um zu erblühen und Früchte zu tragen. Die neun Korybanten werden andererseits auch als Söhne des Apollon und der Rhytia (die Retterin) bezeichnet und sollen in Samothraki wohnen. Es folgt eine Gleichsetzung mit Naturphänomenen oder einem direkten Bezug zum Einfluss auf die Vegetation: „Die Erde kann nicht gedeihen, nicht blühen und Früchte tragen, wenn nicht das Gewölk sie begleitet, wenn nicht befruchtende Gewitter sie umgeben und zu ihr herniedersteigen. Wie man die Erde selbst unter der Gestalt der Mutter Kybele anschaute, so das lärmende, feurige Donnergewölk unter der Gestalt der die Göttin mit Waffengeklirr und begeisterten Tänzen umgebenden Korybanten. Dies ist das, was den Korybanten als eigenthümlich zugeschrieben wird.“[7]
- Der Neue Pauly setzt die Korybanten mit den Kureten gleich.[8]

## Rezeption
- Nikolaus Lenau verfasste um 1843/44 das Gedicht Die Korybanten.[9]